# Orthetrum cancellatum
Orthetrum cancellatum és una espècie d'odonat anisòpter de la família dels libel·lúlids.

## Distribució
Es troba des d'Europa (exceptuant el nord d'Escandinàvia) fins al Caiximir, Xina i Mongòlia. També habita les Balears.

## Hàbitat
Cria en masses d'aigua grans i estancades o de curs lent, generalment sense vegetació als marges.

## Període de vol
Es poden veure des de mitjans o finals d'abril fins a principis de setembre. Tenen un màxim d'abundància entre juny i agost.

## Comportament
Els mascles patrullen volant ràpidament i fregant la superfície de l'aigua; se solen aturar en llocs clars (com a terra), prop de l'aigua.